# Štović
Štović är ett samhälle i Bosnien och Hercegovina.   Det ligger i entiteten Republika Srpska, i den sydöstra delen av landet, 50 km sydost om huvudstaden Sarajevo. Štović ligger 661 meter över havet och antalet invånare är 209.
Terrängen runt Štović är huvudsakligen kuperad, men söderut är den bergig. Närmaste större samhälle är Foča, 4,8 km öster om Štović. 
I omgivningarna runt Štović växer i huvudsak lövfällande lövskog. Runt Štović är det ganska tätbefolkat, med 67 invånare per kvadratkilometer.